# Жекунь
Жекунь (пол. Rzekuń) — село в Польщі, у гміні Жекунь Остроленцького повіту Мазовецького воєводства.
Населення — 2240 осіб (2011).
У 1975-1998 роках село належало до Остроленцького воєводства.

## Демографія
Демографічна структура станом на 31 березня 2011 року:
|          | Загалом | Допрацездатний вік | Працездатний вік | Постпрацездатний вік |
| -------- | ------- | ------------------ | ---------------- | -------------------- |
| Чоловіки | 1106    | 262                | 770              | 74                   |
| Жінки    | 1134    | 250                | 694              | 190                  |
| Разом    | 2240    | 512                | 1464             | 264                  |